# Tètric II
Tètric II o Gai Pesuvi Pivès Tètric (en llatí Caius Pesuvius Pivesus Tetricus o Caius Pius Esuvius Tetricus) va ser un dels trenta tirans mencionats per Trebel·li Pol·lió a la Historia Augusta, que es van voler fer amb l'Imperi Romà en temps de Claudi el Gòtic i Aurelià.
Era fill de Tètric I. El nom Pivès (Pivesus) era probablement una deformació bàrbara del cognom Pesuvi (Pesuvius). Aquest seria en realitat P. Esuvius (Pius Esuvius). Era quasi un infant quan el seu pare va ser aclamat emperador. El 273 Tètric I el va nomenar cèsar, o sigui successor, i príncep de la joventut. Potser més tard va rebre el títol d'august que li donen algunes monedes, o potser es tracta de falsificacions. L'1 de gener del 274 va iniciar un consolat conjunt amb el seu pare. Després de la rendició del seu pare a Catalaunos (Châlons-sur-Marne) i del favor que Aurelià li va mostrar, va passar per tots els graus de la carrera senatorial, i va transmetre el seu patrimoni íntegre als seus hereus, la família dels Tetricii del turó Celi, que encara existia en temps de Trebel·li Pol·lió.